# Fujio Akatsuka
Fujio Akatsuka, noto anche con lo pseudonimo di Gag Manga King (赤塚不二夫?, Akatsuka Fujio; contea di Luanping, 14 settembre 1935 – Tokyo, 2 agosto 2008), è stato un fumettista e comico giapponese.

## Biografia
Fujio Akatsuka è nato nella contea di Luanping, in Manciuria, da un ufficiale della polizia giapponese. Dopo la seconda guerra mondiale, è cresciuto fra la prefettura di Niigata e la prefettura di Nara. All'età di diciannove anni si trasferisce a Tokyo. Mentre lavora per un'azienda chimica, Akatsuka inizia a disegnare manga. Subito dopo viene ospitato presso il Tokiwa-sō (トキワ荘?), edificio per appartamenti che accoglieva molti giovani artisti, tra cui Osamu Tezuka, iniziando la propria carriera come artista di shōjo manga. Tuttavia nel 1958, il suo fumetto Nama-chan (ナマちゃん) ottiene un grande successo, e Akatsuka decide di dedicarsi al manga comico. Nel 1964 vince il Shogakukan Manga Award grazie a Osomatsu-kun e il Bungeishunjū Manga Award nel 1971 per Tensai Bakabon. Nel 1965 fonda il proprio studio, il "Fujio Productions".
Caratteristica ricorrente nella sua opera è che molto spesso il personaggi secondari finiscono per diventare molto più popolari rispetto ai protagonisti, come nel caso di Papa (Tensai Bakabon), Iyami, Chibita (Osomatsu-kun), e Nyarome (Mōretsu Atarō), raffigurando un mondo frenetico dove tutto può accadere, in cui il principio di autorità viene ridicolizzato e schernito e le leggi fisiche sono spesso sospese e instabili. Lo stile del linguaggio è informale, triviale, a tratti volgare, grottesco e pieno di giochi di parole, caratteristica che rende complicata la traduzione in altra lingua. Affermò di essere stato fortemente influenzato da Buster Keaton e MAD magazine.
Nell'aprile 2002 fu ricoverato in ospedale per emorragia cerebrale, finendo in uno stato vegetativo persistente dal 2004 fino alla sua morte, avvenuta il 2 agosto 2008 per complicazioni polmonari in ospedale a Tokyo.

## Opere principali
- Tensai Bakabon (天才バカボン?)
- Osomatsu-kun (おそ松くん?)
- Himitsu no Akko-chan (ひみつのアッコちゃん?)
- Mōretsu Atarō (もーれつア太郎?)
- Groove High: la scuola di ballo
  - Groove High: la nuova generazione